# Macaria

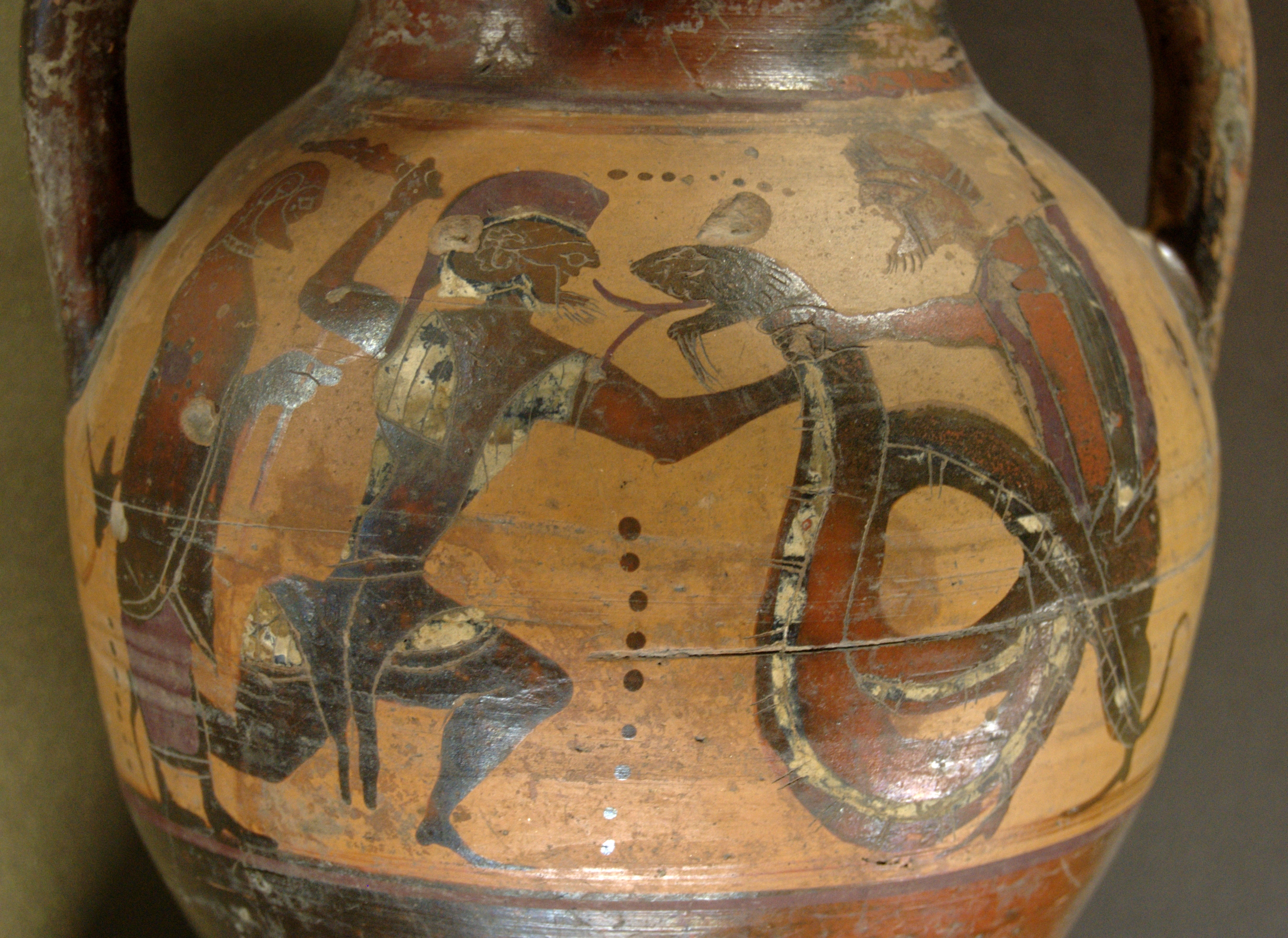
Cadmo luchando contra el dragón. Lado de una ánfora de figuras negras de Eubea, ca. 560-550 a. C.

En la mitología griega, Macaria (del griego antiguo Μακαρία, «la bienaventurada») es el nombre de dos personajes femeninos que también están vinculados en la religión griega. Aunque ambos personajes suelen ser considerados como entidades separadas, lo cierto es que en la Suda, enciclopedia bizantina, se las refiere conjuntamente bajo la misma entrada, y también Zenobio las relaciona estrechamente.

## Hija de Hades
Todo lo poco que se sabe de esta Macaria, deidad oscura y de naturaleza secundaria, es lo que nos brinda la Suda:

Macaria («bienaventurada»): Muerte. Una hija de Hades. Y también un proverbio: «irse con los bienaventurados», en vez de marcharse con aflicción hacia una absoluta aniquilación. O bien «irse con los bienaventurados» entendido como un eufemismo. Desde entonces los muertos son llamados «bienaventurados».
Enciclopedia "Suda" voz «Macaria»

Toda información añadida acerca de este personaje cae dentro del campo de las conjeturas e interpretaciones. Su filiación con Hades como dios tutelar del mundo de los muertos es una asociación lógica, pero en ninguna fuente se nos habla de su madre, ni tan siquiera Perséfone, como cabría esperarse. También se ha sugerido que Macaria pudiera ser la contraparte del dios Tánatos, comprendido como la personificación de la muerte no violenta o dulce, acaso como una asociación metafórica. Por el texto también se interpreta su relación con las Islas de los Bienaventurados, prescindiendo el pasaje de las almas de los virtuosos hacia estas. Parece haber sido una representación de la "muerte bendecida", ya que su nombre hacía referencia a "los muertos bendecidos", eufemismo utilizado para nombrar a quienes habían tenido una muerte heroica.

## Hija de Heracles
Descrita en Los Heráclidas de Eurípides, Macaria es la única hija de Heracles, habida por Deyanira, si obviamos a Mirto, la hermana de Patroclo, que con Heracles tuvo a Eubea (acaso se trate del mismo personaje que Macaria). Se dice que incluso después de la muerte de Heracles, Euristeo se había dedicado a vengarse de este dando muerte a todos los hijos del héroe, los Heráclidas. Macaria no tuvo más remedio que huir con sus hermanos y Yolao, primero hasta Traquis, en donde se les negó el asilo, y más tarde hasta Atenas. Allí fueron recibidos por la hospitalidad de Demofonte, un hijo de Teseo que por entonces ostentaba la soberanía de la ciudad. Al llegar a las puertas de Atenas con su ejército, Euristeo le concedió a Demofonte un ultimátum, amenazando con la guerra contra Atenas a menos que Demofonte entregase a todos los Heráclidas. Con una resolución digna de elogio, Demofonte se negó a hacer trato alguno con Euristeo, y entonces se preparó para la guerra. Fue entonces cuando un oráculo había vaticinado que Atenas saldría victoriosa solo si era sacrificada una doncella de sangre noble en honor a Perséfone. Al escuchar esto Macaria comprendió que su única opción era la de morir voluntariamente en el altar o aceptar una muerte impuesta a manos de Euristeo. Como en ningún caso se le concedería una vida normal y feliz, no tuvo más remedio que ofrecerse como víctima para salvar a la ciudad y sus habitantes; llena de valor rechazó el sorteo que implicaba a otras muchachas y se ofreció a sí misma ante el altar. Este fue el heroico fin de la hija de Heracles. Más tarde los atenienses la honraron con fastuosos ritos funerarios, pero sobre todo mito tiene un claro aspecto epónimo: el manantial donde Macaria perdió la vida, cerca de Maratón, lleva desde entonces su nombre.